# Jaczewoj
Jaczewoj – staropolskie imię męskie, złożone z członów Jacze- („znakomitszy, mocniejszy”) i -woj („wojownik”). Ma ono charakter życzący i oznacza „ten, który będzie wojownikiem świetniejszym niż inni”.
Jaczewoj imieniny obchodzi 17 sierpnia.